# Sigvard Parling

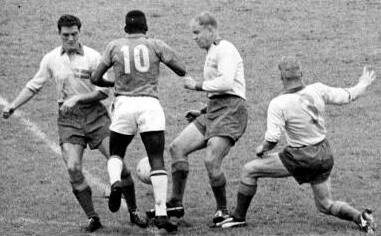
Parling (m.) mit zwei schwedischen Spielern im Duell mit Pelé im WM-Endspiel 1958

Sigvard Emanuel „Sigge“ Parling (* 26. März 1930 in Forsbacka, Gästrikland; † 17. September 2016) war ein schwedischer Fußballspieler.

## Werdegang
Parling debütierte 1949 für Djurgårdens IF in der Allsvenskan. 1954/55 und 1959 wurde der Mittelfeldspieler mit dem Verein Schwedischer Meister. Zur Spielzeit 1961 wechselte er zu IK Sirius, wo er bis 1963 spielte. Anschließend spielte er bis zu seinem Karriereende 1965 bei Gefle IF.
Parling wurde 39-mal in die schwedische Nationalmannschaft berufen. Bei der Weltmeisterschaft 1958 im eigenen Land bestritt er alle sechs Spiele und wurde nach der 2:5-Finalniederlage gegen Brasilien Vizeweltmeister. 